# (33184) 1998 FM30
1998 FM30 (asteroide 33184) é um asteroide da cintura principal. Possui uma excentricidade de 0.16900320 e uma inclinação de 11.38861º.
Este asteroide foi descoberto no dia 20 de março de 1998 por LINEAR em Socorro.